# 宝兴悬钩子
宝兴悬钩子（学名：Rubus ourosepalus）为蔷薇科悬钩子属下的一个种。

## 扩展阅读
- 維基物種上的相關：宝兴悬钩子